# Torsten Haß
Torsten Haß, född 21 november 1970 i Neumünster, är en tysk bibliotekarie och författare. Han har också skrivit under pseudonymen Kim Godal.  I oktober 2019 gav Torsten Haß och Detlev Schneider-Suderland ut boken Bibliotheken für Dummies (utgivare: Wiley-VCH). Med 60 000 exemplar distribuerade fram till slutet av 2020 var Bibliotheken für Dummies en hemlig tysk bibliotekssäljare.  Boken har fått flera recensioner. Bibliotheken für Dummies antas som en studiehandbok vid flera statliga universitet. Till exempel används boken vid Bochums universitetsbibliotek och Tübingen universitetsbibliotek.

### Facklitteratur
- Bibliotheken für Dummies (2019); tillsammans med Detlev-Schneider-Suderland
- Arbeitgebermarke Bibliothek mit k(l)einem Budget : eine Einführung mit Übungen (2021)
- Vahīṅ dekhiye : Festschrift für Hellmut Vogeler (1996); som redaktör
- Das Ende der Gemütlichkeit : Entwurf eines Fundraising-Konzepts für kleinere und mittlere Wissenschaftliche Bibliotheken  (2021)
- Dieses Buch ist für die Tonne : Einführung in den klassischen Zynismus (Kynismus) (2020); tillsammans med Maximilian Spannbrucker
- Wohnriester und Erbbau : ein aktuelles Fallbeispiel (2021)

### Tidningsartiklar (urval)
- Die alphabetische Sortierung. BuB – Forum Bibliothek und Information (2019): sid. 178.
- Arbeitgebermarke Bibliothek für kleine und mittlere Bibliotheken. Bibliotheksdienst (2019): sid. 181-189.
- Doppelt hält besser“. Bibliotheken heute (2019): sid. 104-105
- Wann sind Bibliotheksbestände instagrammable? . BuB – Forum Bibliothek und Information (2020): sid. 383

### Essäer, uppsatser och recensioner
- Der Verlust der Magie : Essays, Polemiken, Satiren (2021)
- Die Rezensionen, Bd. A,1 (2021)
- Die Rezensionen, Bd. A,2 (2021)
- Die Rezensionen, Bd. A,3 (2021)
- Die Rezensionen, Bd. B,1 (2021)
- Die Rezensionen, Bd. B,2 (2021)

### Fiktion

#### Romaner och noveller
- Das Kartenhaus : ein Betrugs-Roman (2002[9])
- Der König des Schreckens :  ein Vatikan-Krimi  (2013[9])
- Männchensache : Rechtsfälle zur Vorbereitung im Geschlechterkampf – Roman (2009[9])
- Morddeich : und andere Kurzprosa (2021)
- Die Schwarze Zeit : ein Mittelalter-Roman (2006[9])
- Die Schwarze Zeit II : Aphrodites Puppen – Roman (2007[9])
- Die Schwarze Zeit III : Metathronos – Roman (2008[9])
- Die Schwarze Zeit IV : Agonie – Roman (2009[9])
- Die Schwarze Zeit V : Staub – Roman (2010[9])
- Die Schwarze Zeit VI : Terra re-mota – Roman (2011[9])
- Totenmelodie : ein Kurpfalz-Krimi  (2017[9])
- Totenquintett : ein Kurpfalz-Krimi  (2018[9])
- Totentraum : ein Kurpfalz-Krimi  (2019[9])

#### Pjäser
- En Nuit : Dramolett (2021)
- Omega oder Das Hochzeitsmahl : Drama (2020[9])
- Die Staatsschuld – In a State of Bonds : Drama (2003[9])

#### Poesi
- Das Christkind taumelt betrunken im Wald, der Weihnachtsmann torkelt nicht minder : Winter- und Weihnachts-Gedichte (2020)
- Es wiehert der Gaul, es graset das Pferd. Es machte auch nichts, wär’s mal umgekehrt : Liebes-Gedichte und andere (2020)